# La Demoiselle (roman)
Pour les articles homonymes, voir La Demoiselle.
La Demoiselle (en serbo-croate : Gospođica) est un roman d’Ivo Andrić paru en 1945.
Le roman est traduit du serbo-croate en français par Pascale Delpech en 1987 aux Éditions Robert Laffont.

## Résumé
Le récit commence en 1935 à Belgrade au moment de la mort de la Demoiselle, seule et abandonnée dans sa maison où le facteur découvre son cadavre au bout de deux jours. Puis l'auteur fait un retour en arrière pour retracer l'étrange itinéraire de ce personnage monomaniaque.
Raïka Radaković a juré à son père, commerçant ruiné, de suivre les conseils qu'il lui a donnés juste avant sa mort. À savoir : travailler beaucoup, mais surtout épargner, épargner toujours plus, au mépris de tout et de tous.
C'est à cela que Raïka consacre toute sa vie. Elle accumule avec une obstination d'avare, que Danilo Kiš compare aux archétypes de Molière ou de Balzac. 
Ainsi la demoiselle devient richissime et les événements de l'histoire pourtant agitée de cette terre à mi-chemin entre Orient et Occident lui passent très au-dessus de la tête. C'est tout juste si elle s'aperçoit de l'annexion de son pays par l'Autriche, de l'attentat de Sarajevo, de la Première Guerre mondiale. Seul compte pour elle le fait d'entasser toujours plus, ainsi que son père le lui a recommandé. 